# Mazatèque de Jalapa
Le mazatèque de Jalapa (ou plus correctement mazatèque de Jalapa de Díaz) est une langue mazatèque parlée dans  le Nord-Ouest de l'État d'Oaxaca et dans l'État de Veracruz, au Mexique.

## Classification
Le parler mazatèque de Jalapa est une langue amérindienne. Comme tous les parlers mazatèques, il appartient à la branche popolocane de la famille des langues oto-mangues.

## Écriture
| Majuscules | A | B | Ch | D | E | F | G | H | I | J | K | L | M | N | Ñ | O | P | R | Rr | S | T | U | X | Y | Z | Ꞌ |
| Minuscules | a | b | ch | d | e | f | g | h | i | j | k | l | m | n | ñ | o | p | r | rr | s | t | u | x | y | z | ꞌ |

Les tons sont indiqués dans l’orthographe :
- le ton haut est indiqué avec l’accent aigu sur la voyelle ou le ‹ n › : ‹ á, é, í, ó, ú, ń › ;
- le ton bas est indiqué avec le macron souscrit sous la voyelle ou le ‹ n › : ‹ a̱ e̱ i̱ o̱ u̱ ṉ ›;
- le ton moyen est indiqué par l’absence de diacritique : ‹ a, e, i, o, u, n ›.

## Phonologie
Les tableaux présentent les phonèmes du Mazatèque de Jalapa de Díaz, les voyelles et les consonnes.

### Voyelles
|         | Antérieure | Centrale | Postérieure |
| ------- | ---------- | -------- | ----------- |
| Fermée  | [i]        |          | [u]         |
| Moyenne |            |          | [o]         |
| Ouverte | [æ]        | [a]      |             |

#### Qualité des voyelles
Le mazatèque de Jalapa ne compte que cinq voyelles de base, mais celles-ci ont des qualités nombreuses : elles peuvent être longues, nasales, avec une voie soufflée ou craquée, ces différentes caractéristiques pouvant se combiner entre elles; de sorte que le total de voyelles est en réalité très élevé.

#### Nasalisation
La nasalisation, en mazatèque de Jalapa, est un trait phonologique. Si les voyelles nasales sont phonémiques, les mots contenant une consonne nasale sont obligatoirement nasalisés.

#### Tableau récapitulatif
| Orale modale    | [i] | [æ] | [a] | [o] | [u] |
| Orale soufflée  | [i̤] | [æ̤] | [a̤] | [o̤] | [ṳ] |
| Orale craquée   | [ḭ] | [æ̰] | [a̰] | [o̰] | [ṵ] |
| Nasale modale   | [ĩ] | [æ̃] | [ã] | [õ] | [ũ] |
| Nasale soufflée | [ĩ̤] | [æ̤̃] | [ã̤] | [õ̤] | [ṳ̃] |
| Nasale craquée  | [ḭ̃] | [æ̰̃] | [ã̰] | [õ̰] | [ṵ̃] |

### Consonnes
|               |               | Bilabiale | Dentale | Palatale | Vélaire | Glottale |
| ------------- | ------------- | --------- | ------- | -------- | ------- | -------- |
| Occlusives    | Sourdes       | [p]       | [t]     |          | [k]     | [ʔ]      |
| Occlusives    | Aspirées      | [pʰ]      | [tʰ]    |          | kʰ [kʰ] |          |
| Occlusives    | Prénasalisées | [ᵐb]      | [ⁿd]    |          | [ᵑg]    |          |
| Fricatives    | Fricatives    |           | [s]     | [ ʃ ]    |         | [h]      |
| Affriquées    |               |           | [t͡s]    | [ t͡ʃ ]   |         |          |
| Affriquées    | Aspirées      |           | [t͡sʰ]   |          | [ t͡ʃʰ]  |          |
| Affriquées    | Prénasalisées |           | [ⁿd͡z]   |          | [ⁿd͡ʒ]   |          |
| Nasales       | Sonores       | [m]       | [n]     | [ ɲ]     |         |          |
| Nasales       | Dévoisées     | [m̥]       | [n̥]     | [ɲ̥]      |         |          |
| Nasales       | Glottalisées  | [m̰]       | [n̰]     | [ɲ̰]      |         |          |
| Liquides      | Liquides      |           | [l]     |          |         |          |
| Semi-voyelles | Sonores       | [w]       |         | [ j]     |         |          |
| Semi-voyelles | Dévoisées     | [w̥]       |         | [j̥]      |         |          |
| Semi-voyelles | Glottalisées  | [w̰]       |         | [j̰]      |         |          |

### Tons
Le mazatèque de Jalapa est une langue tonale qui possède trois tons, bas, marqué /1/, moyen, marqué /2/ et haut, marqué /3/. Cependant, il existe aussi des tons combinés qui ont les valeurs, 12, 32, 23, 21, 31, 131
.